# Rockbridgeit
Rockbridgeit – minerał klasy fosforanów. 
Nazwa została nadana w 1949 roku i nawiązuje do jego typowej lokalizacji występowania – hrabstwo Rockbridge w Wirginii. 

## Właściwości
Krystalizuje w układzie rombowym. Wykształca kryształy o pokroju igiełkowym, tabliczkowym i słupkowym. Występuje w skupieniach nerkowatych, zbitych, kulistych, promienistych oraz jako naskorupienia. Jest minerałem kruchym, przeświecającym do nieprzezroczystego. Posiada zieloną rysę oraz szklisty połysk. Jest izostrukturalny z frondelitem i plimerytem. Jest rozpuszczalny w kwasie solnym.

## Występowanie
Występuje w fosforonośnych pegmatytach i bogatych w fosfor wystąpieniach goethytu. Rzadko występuje w złożach limonitowych rud żelaza. Towarzyszą mu beraunit, strengit, fosfosyderyt, apatyt, goethyt,  hureaulit, strunzyt, kakosen oraz laueit.

## Miejsce występowania
Występuje głównie w Australii (Wiktoria, Południowa Australia), Brazylii (Minas Gerais), Czechach, we Francji, Niemczech (Bawaria), Namibii (Erongo), Portugalii, Hiszpanii, Szwecji, Anglii i Stanach Zjednoczonych (Alabama, Arkansas, Maine, New Hampshire, Dakota Południowa i Wirginia).

## Galeria

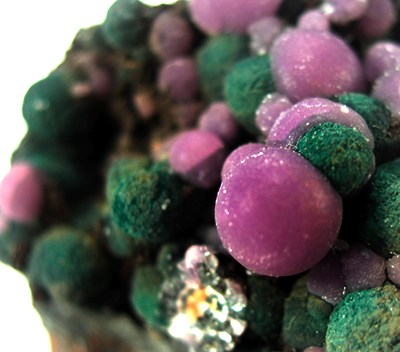
okaz w towarzystwie różowego strengitu ze Szwecji
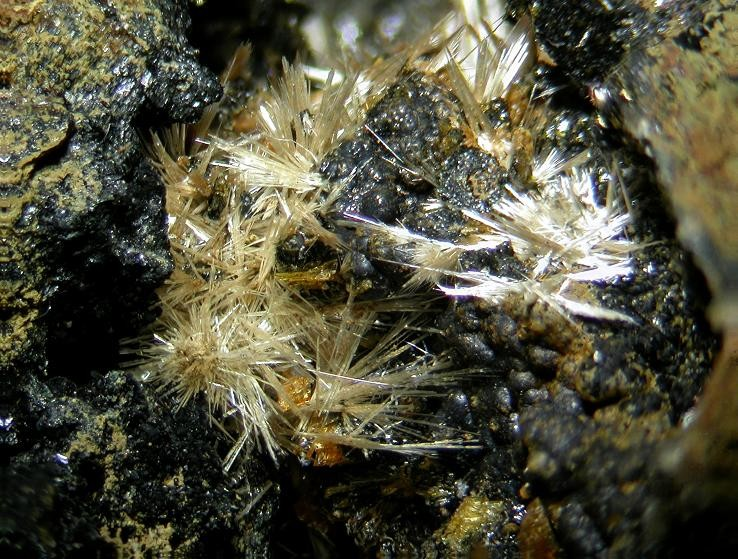
rockbridgeit w towarzystwie strunzytu i laueitu z Bawarii